# Karl Gumbel
Karl Gumbel (* 10. Dezember 1909 in Mainz; † 21. Mai 1984 in Stegen) war ein deutscher Verwaltungsjurist und Staatssekretär.

## Leben
Gumbel studierte nach dem Abitur 1928 Rechts- und Staatswissenschaften an der Albert-Ludwigs-Universität Freiburg, der Friedrich-Wilhelms-Universität Berlin und der Justus-Liebig-Universität Gießen. 1931 legte er das erste und 1935 das zweite juristische Staatsexamen ab. Danach war er Syndikusanwalt der Lingner-Werken in Dresden. Im Zweiten Weltkrieg wurde er zur Wehrmacht eingezogen und kämpfte als Leutnant der Reserve bei der Artillerietruppe. 1945 wurde er verwundet und geriet in Kriegsgefangenschaft.
1946 wurde er als Regierungsrat beim Regierungspräsidium Pfalz eingestellt. 1947 wechselte er als Oberregierungsrat in das Innenministerium des Landes Rheinland-Pfalz. Ab 1949 folgte der Einsatz im Bundeskanzleramt in Bonn. 1955 wurde der Ministerialdirigent Leiter der Personalabteilung im Bundesministerium der Verteidigung. 1959 wurde er stellvertretender Staatssekretär im Bundeskanzleramt. Nach einer erneuten Verwendung in der Personalabteilung im Bundesministerium der Verteidigung wurde er 1964 Staatssekretär. 1967 wechselte er in gleiche Position in das Bundesministerium des Innern. 1969 trat er in den Ruhestand. Von 1969 bis 1972 war er Aufsichtsratsvorsitzender der Industrieverwaltungsgesellschaft mbH.
Gumbel war verheiratet und hatte sechs Kinder. Seit 1928 war er Mitglied der katholischen Studentenverbindung K.D.St.V. Falkenstein Freiburg.

## Auszeichnungen
- 1966: Großkreuz des Ordens des Infanten Dom Henrique
- 1967: Großkreuz des Ordens des Heiligen Papstes Silvester
- 1969: Großes Verdienstkreuz mit Stern des Verdienstordens der Bundesrepublik Deutschland